# Ана Мендијета
Ана Мендијета (Хавана, 18. новембар 1948 — Њујорк, 8. септембар 1985) била је кубанско-америчка перформанс уметница, вајарка, сликарка и видео уметница која је најпознатија по свом уметничком делу „земља-тело“. Рођена у Хавани, Мендијета је 1961. године отишла у Сједињене Државе.

## Рани живот и изгнанство
Мендијета је рођена 18. новембра 1948. године у Хавани на Куби у богатој породици истакнутој у политичком и друштвеном животу у земљи. Њен отац, Игнацио Алберто Мендијета де Лизаур, био је адвокат и нећак Карлоса Мендијете, кога је Фулгенсио Батиста поставио за председника за период мањи од две године. Њена мајка, Раквел Оти де Рохас, била је хемичарка, истраживач и унука Карлоса Марије де Рохаса, власника шећеране, славном по улози у рату против Шпаније за кубанску независност. Ану, стару 12 година, и њену 15-годишњу сестру Раквелин родитељи су преко операције Петер Пан, заједничког програма који су водиле америчка влада и католичке добротворне организације, послали у Сједињене Државе да живе у Дубуквеу у Ајови  Ана и Раквелин су биле међу 14.000 деце која су се 1961. доселила у Сједињене Државе кроз овај програм. Њихове прве две године у Сједињеним Државама састојале су се од сталних смењивања између хранитељских домова и сиротишта. Сестре су у то време могле да остану заједно због пуномоћја које су потписали њихови родитељи и које је налагало да не буду раздвојене. Две сестре су прве недеље провеле у избегличким камповима, а затим су се селиле између неколико институција и хранитељских домова широм Ајове. 1966. године Мендијета се поново окупила са мајком и млађим братом. Њен отац придружио им се 1979. године, провевши 18 година у политичком затвору на Куби због учешћа у инвазији на Залив свиња .

## Образовање
На Куби је Мендијета одрасла као превише заштићено дете више класе. Похађала је приватну католичку школу за девојчице. Када су она и њена сестра послане у Ајову, уписане су у реформаторску школу јер је суд желео да избегне слање у државну институцију. Када је Мендијета учила енглески језик у школи, њен речник био је врло ограничен. У средњој школи открила је љубав према уметности. Мендијета је прво студирала француски као главни предмет студија и уметност као додатни, али када се пребацила на Универзитет у Ајови, инспирисали су је авангардна заједница и пејзажа Ајове. Стекла је бечелор диплому (уписана 1969–1972) као и мастер из сликарства и мастер из примењене уметности (уписана 1972–1977) из интермедије код професора Ханса Бредера, познатог уметника . На факултету се Мендијета фокусирала на крв и насиље над женама . Њено интересовање за спиритуализам, религију и примитивне ритуале развили су се у то време. Рекла је да се суочила са великом дискриминацијом у уметничкој школи. Након постдипломског студија преселила се у Њујорк.

## Посао
Током своје каријере, Мендијета је стварала на Куби, у Мексику, Италији и Сједињеним Државама. Њен рад је био помало аутобиографски, ослањајући се на њену личну историју расељавања са родне Кубе, а фокусирала се на теме као што су феминизам, насиље, живот, смрт, идентитет, место и припадност. Њени радови су углавном повезани са четири основна природна елемента. Мендијета се често фокусирала на духовну и физичку везу са Земљом. Осећала је да уједињењем свог тела са земљом може поново да постане цела: „Кроз своје скулптуре од земље / тела постајем једно са земљом... Постајем продужетак природе и природа постаје продужетак мог тела. Овај опсесивни чин поновног успостављања мојих веза са земљом заиста је реактивирање исконских веровања... у свеприсутној женској сили, слика како се налазим о унутар материце, манифестација је моје жеђи за постојањем “. Током свог живота, Мендијета је завршила преко 200 уметничких дела користећи земљу као вајарски медиј. У њеним техникама углавном се осјећа утицај афро-кубанске традиције.

### Чланство уУметници у резиденцији инк. (Artists in Residence Inc.)
1978. Ана Мендијета се придружила Уметницима у резиденцији инк. у Њујорку, која је била прва женска галерија основана у Сједињеним Државама. То јој је пружио прилику да се повеже са другим уметницама које су предводнице феминистичког покрета тог доба. За то време, Мендијета је такође била активно укључена у администрацију и одржавање галерије. У необјављеној изјави наводи : „Од пресудног је значаја да будем део свих својих уметничких дела. Као резултат мог учешћа, моја визија постаје стварност и део мојих искустава“. У исто време, након две године бављења галеријом, закључила је да је „ амерички феминизам у основи бели покрет средње класе“, и покушала је да оспори границе ове перспективе кроз своју уметност. Свог будућег супруга Карла Андреја упознала је у галерији, када је служио на панелу под називом „Како су женске уметничке праксе утицале на друштвене ставове мушких уметника?“  Њена оставка 1982. године делом се приписује спору који је Андре покренуо због заједничког уметничког дела који је пар поднео. У чланку из 2001. године, Кет Грифен, директор АИР-а од 2006. до 2011, написала је,
У писму о оставци нису наведени разлози за њен одлазак, али један број колега извођача сећа се повезаних догађаја. За недавну корист Мендијета и Карл Андре донирали су заједнички комад. Као што је правило, уметник је морао да испоручи све радове. Еделсон подсећа да се Андре увредио подстакнувши неслагање, што је делимично довело до Мендијетине оставке. Чак и без овог инцидента, према ријечима другог члана, Пата Лаша, Мендијетино удруживање са сада већ легендарним Андреом сигурно је имало одређену улогу у њеној одлуци.
Америчка академија у Риму Мендијети је 1983. године доделила Награду у Риму. Док је боравила у Риму, Мендијета је почела да ствара уметничке „предмете“, укључујући цртеже и скулптуре. Наставила је да користи природне елементе у свом раду.

### Серија Силуета(1973–1980)
Серија Силуета (1973–1980) укључивала је Мендијетино стварање женских силуета у природи - у блату, песку и трави - од природних материјала у распону од лишћа и гранчица до крви, и прављење отисака тела или сликање њених обриса или силуета на зид.

У опису своје уметности  1981. године, Мендијета је рекла:
Водила сам дијалог између пејзажа и женског тела (заснованог на мојој сопственој силуети). Верујем да је ово директан резултат тога што сам отргнута из домовине (Кубе) током моје адолесценције. Обузима ме осећање да сам избачена из материце (природе). Моја уметност је начин на који поново успостављам везе које ме спајају са универзумом. То је повратак материнском извору.
Када је започела своју серију Силуета 1970-их, Мендијета је била један од многих уметника који су експериментисали са новим жанровима ленд арт-ом, боди-арта-ом и перформансом. Филмови и фотографије Силуете повезани су с ликовима који окружују њено тело. Мендијета је можда била прва која је комбиновала ове жанрове у скулптурама које је назвала "земља-тело". Голо тело је често користила за истраживање и повезивање са Земљом, као што се види у њеном делу Слике Јагула, из серије Силуета ради у Мексику 1973–1977. Мендијетина прва употреба крви у уметничким делима датира из 1972. године, када је извела Без наслова (Смрт пилетине), за коју је стајала гола испред белог зида држећи свеже обезглављено пиле уз ноге док је крв прскала по њеном голом телу. Запањена бруталним силовањем и убиством студентице Саре Ен Отенс са Универзитета у Ајови, Мендијета се намазала крвљу и везала за сто 1973. године, позивајући публику да глуми свједоке и свједоче у Без имена (Сцена силовања). Професорка и историчарка уметности Каира Кабанас пише о Без наслова (сцена силовања) :
Њено тело је било тема и објект дела. Користила га је за истицање друштвених услова у којима је женско тело колонизовано као предмет мушке жеље и опустошено под мушком агресијом. Мендијетино телесно присуство захтевало је препознавање женског субјекта. Раније невидљива, неименована жртва силовања стекла је идентитет. Публика је била приморана да размисли о својој одговорности; њена емпатија је изазвана и преведена у простор свести у коме се сексуално насиље могло решити.
У серији дијапозитива, Људи који гледају крв Мофит (1973), она просипа крв и крпе на плочник и фотографише наизглед непрегледан поток људи који пролазили без заустављања, све до човека поред (излог продавнице носи име ХФ Мофит) излази да то очисти.
Мендијета је такође створила женску силуету користећи природу као своје платно и свој медијум. Користила је своје тело за стварање силуета у трави; стварала је силуете у песку и прљавштини; створила је силуете ватре и снимила их како горе. Без наслова (Очун) (1981), назван по богињи воде Сантерији, једном упереној према југу од обале у Ки Бискејне, Флорида. Саниго Покоп (1976), са насловом преузетим од популарног назива афро-кубанског верског братства, подна је инсталација црних свећа са којих восак капље крај обриса уметничиног тела. Кроз ова дела, која прелазе границе перформанса, филма и фотографије, Мендијета је истраживала свој однос са местом као и шири однос са мајком Земљом или ликом „Велике богиње“.
Мери Џејн Јакоб у свом изложбеном каталогу Ана Мендијета: Серија „Силуета“ (1973–1980) наводи да је на велики део Мендијетиног рада утицало њено интересовање за религију Сантериа, као и веза са Кубом. Јакоб приписује Мендијетину „ритуалну употребу крви“ и употребу барута, земље и камена Сантеријиним ритуалним традицијама.
Јаков такође указује на значај мајчине фигуре, мислећи на мајанско божанство Икс Чел, мајку богова. Многи су Мендијетину поновљену употребу ове мајчине фигуре и њене сопствене женске силуете протумачили као феминистичку уметност . Међутим, с обзиром да Мендијетино дело истражује многе идеје, укључујући живот, смрт, идентитет и место одједном, не може се категорисати као део једне идеје или покрета. Клер Рајмонд тврди да серију Силуета, као фотографску архиву, треба читати због њене фотографисаности, а не само као документацију земљаних радова.
У Каменом срцу са крвљу (1975) Мендијета клечи поред отиска свог тела које је урезано у мекану блатњаву обалу реке.

### Фотогравуре Камених скулптура(1981)
Као што је документовано у књизи Ана Мендијета: Књига радова, коју је уредила Бони Клервотер, пре своје смрти, Мендијета је радила на серији фото-гравура пећинских скулптура које је створила у Ескалерас де Харуко, Харуко државни парк у Хавани, Куба. Њене скулптуре имале су наслов Камене скулптуре (1981) - наслов се односи на живот међу стенама  - а књига фотографских бакрописа које је Мендијета створила да би сачувала ове скулптуре сведочи о интертекстуалности њеног рада. Клервотер објашњава да су фотографије Мендијетиних скулптура често биле једнако важне као и део који су документовали, јер је природа Мендијетиног дела била тако нестална. На стварање фотографија потрошила је исто толико времена и размишљала као и на самим скулптурама.
Мендијета се вратила у Хавану, место свог рођења, ради овог пројекта, али је и даље истраживала свој осећај расељености и губитка, наводи Клервотер. На Камене скулптуре које је Мендијета створила утицали су и Таино људи, „домаћи становници предхиспанских Антила“, којима је Мендијета постала фасцинирана и проучавала их.
Мендијета је завршила пет фото-бакрописа Камених скулптура пре него што је умрла 1985. године. Књига Ана Мендијета: Књига радова, објављена 1993. године, садржи и фотографије скулптура и Мендијетине белешке о пројекту.

### Трагови тела(1982)
Трагови тела (Rastros Corporales) први пут су изведени 8. априла 1982. године у Франклиновој пећи у Њујорку. Трагови су дугачки, мутни трагови које је Мендијета направила на великом белом папиру причвршћеном за зид. Док су се чули снимци свете музике афро-кубанске Сантерије  Мендијета је умочила руке и подлактице у мешавину темпере и животињске крви, чврсто притиснула руке и руке на површину папира и склизнула према поду.

Изведба је документована у филму Ана Мендијета: Ватра Земље  а описала је Александра Гонзенбах:
У кратком делу уметница улази у простор студија, док у позадини свира кубанска музика. Умочи руке и подлактице у животињску крв, окрене се леђима према камери, подигне руке и положи их на велики лист белог папира који је причвршћен за зид, а затим полако вуче руке низ страницу, док скоро не стигне дно. Затим одлази са екрана и излази из простора за перформанс. Камера, документовање и перформанс се завршавају.
Добијене папире уметница је сачувала након догађаја и сада су изложени као уметничка дела у колекцији Музеја руже уметности на Универзитету Брандејс. Фотографија са изложбе била је насловна фотографија у издању Треће жене (Third Woman Press), издању феминистичке антологије. Овај мост ме зове натраг: Писања радикалних жена црне боје коже (This Bridge Called My Back: Writings by Radical Women of Color) (2002,  0943219221)

### Филмски радови (1971–1980)
Иако је била добро позната по својим фотографијама, Мендијетино експериментисање са филмом освојило је признање критике поводом изложбе Ана Мендијета: Експериментални и интерактивни филмови 2016. године у Галерији Лелонг, Њујорк.
- Поток (1974) [42]
  - Овај филм се надовезује на шекспировски карактер Офелије . Снимано је у потоку Сан Фелипе, Оахака, Мексико . У филму се Мендијета стапа са водом.[43]
- Очун (1981)
  - Мендијета је снимила Очун у Кеи Бискејну, Флорида . Реч је о богињи Сантерији, Очун - Ориши реке. Садржи силуете песка, звукове галеба и океанске таласе и наглашава теме чежње за другом земљом. Био је то њен последњи филм.
- Пилећи филм, Пилећи комад (1972)
- Падобран (1973)
- Moffitt Building Piece (1973)
- Дисање траве (1974)
- Пас (1974)
- Огледало (1974)
- Временски балон, пернати балон (1974)
- Силуета Сангриента (1975)
- Набој енергије (1975)

### Филмска дјела објављена постхумно (1985 - данас)
The Estate of Ana Mendieta Collection, LLC,и чланови породице пронашли су неколико филмова након њене смрти, док су тражили радове за ретроспективу у Новом музеју 1987. године. У 2016. години откривено је и дигитализовано више филмова у очекивању документарног филма који је режирала нећакиња Раквел Сесилиа Мендијета. Од 2019. године тај филм, Бунтовница по природи, је у постпродукцији.
- Бол од Кубе / тело које јесам (2018)
- Земља која нас покрива говори (2018)

## Изложбе и колекције
Мендијета је представила самосталну изложбу својих фотографија у галерији АИР у Њујорку 1979. године. Такође је била кустос и написала уводни каталошки есеј за изложбу на АИР-у 1981. године под називом Дијалектика изолације: Изложба уметница трећег света Сједињених Држава, на којој су представљени радови уметника као што су Џуди Бака, Сенга Ненгуди, Ховардена Пиндел, и Зарина . Нови музеј савремене уметности у Њујорку је била прва ретроспективна изложба Мендијете 1987. године. Од своје смрти, Мендијета је препозната у међународним самосталним музејским ретроспективама попут Ана Мендијета, Института уметности у Чикагу (2011); и Ана Мендијета у контексту: јавни и приватни рад, колекција Де Ла Круз, Мајами (2012). 2004. Хирсшхорн музеј и башта скулптура у Вашингтону организовали су Тело земље, Скулптуре и перформанси, велику ретроспективу која је путовала у Витни Мусеј америчке уметности Арт, Њујорк Дес Моинес Уметнички Центер, Јова, и Уметнички музеј Мајами, Флорида (2004).
2017. њен рад је представљен у ретроспективној самосталној изложби Ана Мендијета / Покривени временом и историјом у Музеју слика, Универзитет Умеа, Шведска.
Мендијетино дело се налази у многим великим јавним колекцијама, укључујући музеј Соломон Р. Гугенхајм, Метрополитенски музеј уметности, Музеј америчке уметности Витни и Музеј модерне уметности у Њујорку; Институту уметности у Чикагу; Центар Помпиду, Париз;Музеју савремене уметности у Контемпорену, Женева; и у колекцијиТејта, Лондон.

## Смрт и контроверза
Ана Мендијета умрла је 8. септембра 1985. године у Њујорку, након пада из свог стана на 34. спрату у селу Гринвич у у улици Меркер 300. Тамо је осам месеци живела са супругом, минималистичким вајаром Карлом Андреом, који ју је можда гурнуо кроз прозор. Падала је 33 спрата и пала на кров продавнице деликатеса. Непосредно пре њене смрти, комшије су чуле како се пар насилно препире. Није било очевидаца догађаја који су довели до Мендијетине смрти. На снимку Андреина позива из 911. видело се како каже: „Моја супруга је уметница, а ја сам уметник и посвађали смо се око чињенице да сам био више, ех, изложен јавности него она. И она је отишла у спаваћу собу, а ја сам кренуо за њом, а она је изашла кроз прозор“  1988. Андреу је суђено и ослобођен за њено убиство. Током три године правног поступка, Андреов адвокат описао је Мендијетину смрт као могућу несрећу или самоубиство. Судија је Андреја прогласио кривим због основане сумње.
Ослобађајућа пресуда изазвала је галаму међу феминисткињама у свету уметности и до данас је контроверзна. 2010. симпозијум под називом Где је Ана Мендијета? је на Универзитету у Њујорку поводом 25 година од њене смрти. У мају 2014, феминистичка протестна група No Wave Performance Task Force организовала је протест испред ретроспективе Диа уметничке фондације о Карлу Андреу. Група је одложила гомиле животињске крви и црева испред установе, а демонстранти су носили прозирне тренерке са натписом „Волио бих да је Ана Мендијета још увек жива“. У марту 2015. године, Радна група за перформансе без таласа и група песникиња феминисткиња из Њујорка отпутовале су у Бикон у Њујорку, протестујући због Андреове ретроспективе у Диа: Бикон, где су гласно плакале у главној галерији, правиле су „силуете“ у снегу на музејским теренима, и мрљао снег паприком, прскалицама и лажном крвљу. У априлу 2017. демонстранти на ретроспективи Андре делили су картице у савременом музеју Гефен са изјавом: „Карл Андре је у МОКА (МОCA) Гефен-у Где је Ана Мендијета? . Уследило је отворено писмо директору Музеја савремене уметности (МОКА) Филипу Вергнеу који протестује због изложбе из групе Удружење хистеричних кустоса.

## Наслеђе
2009. године, Мендијета је награђена наградом за животно дело од стране Цинтас фондације. Имањем Ане Мендијета тренутно управља Галерија Лелонг у Њујорку. Имање такође представља галерија Елисон Жак, Лондон. 2018. године, Њујорк Тајмс објавио је закаснелу некрологију за њу која је почињала са: „Мендијетина уметност, понекад насилна, често непримерено феминистичка и обично сирова, оставила је неизбрисив траг пре него што јој је живот прекинут“. 2010. била је тема контроверзног Ричарда Мовеа Где је Ана Мендијета? 25 година касније - Изложба и симпозијум, који је укључивао и његов филм Рад са крвљу  - Прича о Ани Мендијети.